# El primer día del resto de mi vida (canción)
«El primer día del resto de mi vida» es una canción del grupo español La Oreja de Van Gogh editada el 9 de septiembre de 2013. Sirvió como adelanto de su álbum en directo Primera fila: La Oreja de Van Gogh, grabado en México, y lanzado en España y América de forma simultánea el 29 de octubre.
Se trata de una uno de los cuatro temas inéditos que, junto a otros grandes éxitos revisitados, forman parte del nuevo trabajo de los donostiarras. El sencillo logró gran popularidad en países Latinoamericanos como México, Chile, Argentina y en menor medida en España. El videoclip oficial, actualmente cuenta con más de 235 millones de visitas en YouTube. «El primer día del resto de mi vida» es una de las tres canciones más escuchadas de México y una de las cien más escuchadas de Chile durante el 2013.

## Posiciones en Chile
| Posición | 71 | 69 | 61 | 58 | 58 | 40 | 31 | 16 | 15 | 15 | 32 | 30 | 39 | 39 | 46 | 55 | 60 | 69 | 74 | 80 | 88 | 94 | - |

| Chile Top 100 Singles Anual 2013 | Posición |
| -------------------------------- | -------- |
| Chile                            | 96       |

| Itunes | Posición |
| ------ | -------- |
| Chile  | 1        |

## Posiciones en México
| Posición | 28 | 30 | 14 | 20 | 28 | 30 | 34 | 10 | 3 | 1 | 3 | 4 | 4 | 5 | 10 | - |

| Posición | 10 | 7 | 5 | 3 | 1 | 1 | 3 | 5 | - |

| Español 100 | Posición |
| ----------- | -------- |
| México      | 1        |

| Dame Diez | Posición |
| --------- | -------- |
| México    | 1        |

## Posiciones España
| Posición | 8 | 11 | 13 | 12 | 6 | 10 | 10 | 17 | 7 | 6 | 11 | 30 | 36 | 42 | - |

| Posición | 35 | 32 | 28 | 25 | 22 | 21 | 22 | 22 | 20 | 23 | 26 | 35 | - |

| Posición | 32 | 25 | 4 | 5 | 4 | 7 | 8 | 5 | 6 | 10 | 14 | 12 | 22 | 50 | - |

| Cadena 100 | Posición |
| ---------- | -------- |
| España     | 1        |

## Posiciones en Venezuela
| Posición | 26 | 17 | 15 | 22 | 41 | 31 | - |

## Posiciones en Argentina
| Los 60 mejores Argentina | Los 60 mejores Argentina | Los 60 mejores Argentina | Los 60 mejores Argentina | Los 60 mejores Argentina | Los 60 mejores Argentina | Los 60 mejores Argentina | Los 60 mejores Argentina | Los 60 mejores Argentina | Los 60 mejores Argentina | Los 60 mejores Argentina | Los 60 mejores Argentina | Los 60 mejores Argentina | Los 60 mejores Argentina | Los 60 mejores Argentina | Los 60 mejores Argentina | Los 60 mejores Argentina | Los 60 mejores Argentina | Los 60 mejores Argentina | Los 60 mejores Argentina | Los 60 mejores Argentina | Los 60 mejores Argentina | Los 60 mejores Argentina | Los 60 mejores Argentina | Los 60 mejores Argentina | Los 60 mejores Argentina | Los 60 mejores Argentina | Los 60 mejores Argentina | Los 60 mejores Argentina | Los 60 mejores Argentina | Los 60 mejores Argentina | Los 60 mejores Argentina | Los 60 mejores Argentina | Los 60 mejores Argentina | Los 60 mejores Argentina | Los 60 mejores Argentina | Los 60 mejores Argentina | Los 60 mejores Argentina | Los 60 mejores Argentina |    |    |    |    |    |    |    |    |    |    |    |    |
| Semana                   | 01                       | 02                       | 03                       | 04                       | 05                       | 06                       | 07                       | 08                       | 09                       | 10                       | 11                       | 12                       | 13                       | 14                       | 15                       | 16                       | 17                       | 18                       | 19                       | 20                       | 21                       | 22                       | 23                       | 24                       | 25                       | 26                       | 27                       | 28                       | 29                       | 30                       | 31                       | 32                       | 33                       | 34                       | 35                       | 36                       | 37                       | 38                       | 39 | 40 | 41 | 42 | 43 | 44 | 45 | 46 | 47 | 48 | 49 | 50 |
| ------------------------ | ------------------------ | ------------------------ | ------------------------ | ------------------------ | ------------------------ | ------------------------ | ------------------------ | ------------------------ | ------------------------ | ------------------------ | ------------------------ | ------------------------ | ------------------------ | ------------------------ | ------------------------ | ------------------------ | ------------------------ | ------------------------ | ------------------------ | ------------------------ | ------------------------ | ------------------------ | ------------------------ | ------------------------ | ------------------------ | ------------------------ | ------------------------ | ------------------------ | ------------------------ | ------------------------ | ------------------------ | ------------------------ | ------------------------ | ------------------------ | ------------------------ | ------------------------ | ------------------------ | ------------------------ | -- | -- | -- | -- | -- | -- | -- | -- | -- | -- | -- | -- |
| Posición                 | 60                       | 59                       | 47                       | 43                       | 35                       | 34                       | 34                       | 27                       | 22                       | 10                       | 9                        | 7                        | 7                        | 1                        | 1                        | 1                        | 2                        | 2                        | 2                        | 1                        | 2                        | 2                        | 1                        | 1                        | 7                        | 8                        | 9                        | 19                       | 20                       | 17                       | 17                       | 27                       | 34                       | 38                       | 39                       | 40                       | 43                       | 47                       | 43 | 47 | 52 | 60 | 60 | 59 | 57 | 54 | -  | 53 | 47 | 47 |

## Listas de ventas
| País                 | Posición |
| -------------------- | -------- |
| Argentina            | 1        |
| España               | 1        |
| Chile                | 1        |
| Honduras             | 1        |
| Venezuela            | 1        |
| Nicaragua            | 1        |
| México               | 1        |
| Perú                 | 3        |
| Panamá               | 6        |
| Guatemala            | 8        |
| Costa Rica           | 11       |
| Ecuador              | 15       |
| Colombia             | 22       |
| Armenia              | 55       |
| El Salvador          | 67       |
| Paraguay             | 96       |
| República Dominicana | 115      |
| Chipre               | 227      |
| Finlandia            | 242      |